# Jean Rey (chimiste)
Pour les articles homonymes, voir Jean Rey et Rey.
Jean Rey (1583 au Bugue en Dordogne - 1645 dans la même ville) est un chimiste et médecin français.

## Biographie
Jean Rey (1583-1645) naquit au Bugue (Dordogne) en 1583. Maître ès arts de l'Académie de Montauban, il obtint le titre de docteur en médecine à l’université de Montpellier en 1609, et se retira au Bugue, où il exerça son art de médecin avec grand succès, tout en poursuivant ses recherches de physique et de chimie dans les forges de son frère, sieur de la Perroutasse, au lieu-dit « Rocheheaucourt ». C’est dans ces forges qu’il fit ses expériences sur la calcination des métaux qu’il publia dans un ouvrage. Il entretint une correspondance scientifique avec le père Mersenne et plusieurs autres savants. Il est aussi l’auteur d’autres découvertes, dont la principale est le thermoscope, ancêtre du thermomètre ; il en prescrivit l’usage en médecine.
Il mourut en 1645 au Bugue. On peut toujours voir sa maison au Bugue, rue du Couvent.

## Travaux

### Chimie
Plus de cent quarante ans avant Antoine Lavoisier, Jean Rey avait reconnu que, dans le phénomène de la calcination du plomb ou de l’étain, une partie de l’air s’unit au métal pour donner une chaux, ou oxyde métallique, avec augmentation de la masse initiale.
Mais ses travaux sont tombés dans l’oubli, éclipsés sans doute par la théorie du phlogistique de Stahl, et Lavoisier, lorsqu’il exposa sa théorie sur la combustion et sur la calcination des métaux dans un mémoire célèbre, présenté à l’Académie des sciences le 12 novembre 1774, ne fit aucune mention des travaux de Jean Rey.
Lavoisier ignorait peut-être ces travaux, parce que le livre de Jean Rey n’eut qu’une diffusion très restreinte et était pratiquement tombé dans l’oubli. Cependant, quelque temps après la présentation du mémoire de Lavoisier à l’Académie des sciences, Pierre Bayen (1725-1798) adressait une lettre à l’abbé Rozier, directeur du journal Observations sur la Physique, sur l’Histoire naturelle et sur les Arts, pour lui demander de publier dans son journal une notice de mise au point, rappelant l’antériorité des travaux de Jean Rey. Cette notice parut dans le fascicule de janvier 1775.

« Je n’ai, Monsieur, connu le livre de Jean Rey qu’après avoir publié par la voie de votre Journal, la seconde partie de mes expériences sur les chaux mercurielles. Je ne pouvais donc en parler dans l’énumération très succincte que je fis alors des différentes opinions sur la cause de l’augmentation de pesanteur des chaux métalliques. Ma faute, quelque involontaire qu’elle ait été, doit être réparée et, pour le faire, je me hâte de rendre justice à un Auteur qui, par la profondeur de ses spéculations, est parvenu à désigner la véritable cause de cette augmentation. Voudriez-vous, Monsieur, concourir avec moi à faire connaître l’excellent ouvrage de Jean Rey ? Votre Journal se lit dans toute la France, il est répandu dans les pays étrangers. Si vous vous vouliez y insérer la notice ci-jointe, les chimistes de tous les pays sauraient en peu de temps que c’est un Français qui, par la force de son génie et de ses réflexions, a deviné le premier la cause de l’augmentation de poids qu’éprouvent certains métaux lorsqu’en les exposant à l’action du feu, ils se convertissent en chaux, et que cette cause est précisément la même que celle dont la vérité vient d’être démontrée par les expériences que M. Lavoisier a lues à la dernière séance publique de l’Académie des Sciences. »

 À la suite de cette mise au point qui alerta les milieux scientifiques, Nicolas Gobet entreprit de faire rééditer le livre de Jean Rey chez Ruault, à Paris, en 1777.
Lavoisier, lors de la révision de son mémoire pour la publication annuelle du volume de 1774 de l’Académie royale des sciences, et qui ne parut qu’en 1778, ne fit aucune mise au point, ni sur Jean Rey, ni sur l’article de Pierre Bayen.
Ce ne fut que dans la publication posthume de ses Mémoires, par son épouse en 1805, que Lavoisier fit référence à l’œuvre de Jean Rey,

« Un des Auteurs qui ont le plus anciennement écrit sur cet objet est un médecin presque ignoré, nommé Jean Rey, qui vivait au commencement du XVIIe siècle à Bugue en Périgord, et qui était en correspondance avec le petit nombre des personnes qui cultivaient les sciences à cette époque. Descartes ni Pascal n’avaient point encore paru ; on ne connaissait ni le vide de Boyle ni celui de Torricelli, ni la cause de l’ascension des liqueurs dans les tubes vides d’air. La physique expérimentale n’existait pas ; l’obscurité la plus profonde régnait dans la chimie.
Cependant, Jean Rey, dans un ouvrage publié en 1630 sur la recherche de la cause pour laquelle le plomb et l’étain augmentent de poids quand on les oxyde, développa des vues si profondes, si analogues à la doctrine de la saturation et des affinités, que je n’ai pu me défendre de soupçonner longtemps que les Essais de Jean Rey avaient été composés à une date très postérieure à celle que porte le frontispice de l’ouvrage. »

Selon une note figurant sur un volume conservé au British Museum, Lavoisier aurait fait racheter tous les exemplaires en circulation.

### Thermomètre à eau
Jean Rey est l'inventeur du thermomètre moderne basé sur la dilatation thermique d'un liquide. Dans une lettre du 1er janvier 1632 au Père Mersenne, il écrit:
« Je remarque qu'il y a diverses sortes de thermoscopes et de thermomètres. Ce que vous me dites ne correspond pas au mien qui est constitué d'un petit vase rond avec un long col étroit. Pour l'utiliser, je le mets au soleil et quelquefois dans les mains d'un patient fiévreux après avoir rempli d'eau le réservoir mais pas le col. La chaleur, dilatant l'eau, la fait plus ou moins monter dans le col selon que la chaleur est plus ou moins grande. »
C'est la première description connue d'un thermomètre à eau.